# معركة معرة النعمان (2012)
معركة معرة النعمان وقعت في أكتوبر 2012 بين الجيش السوري والجيش السوري الحر من أجل السيطرة على مدينة معرة النعمان ذات الأهمية الإستراتيجية.